# Toveh-ye Laţīf
Toveh-ye Laţīf (persiska: توه لطیف, Toveh-e Laţīf) är en ort i Iran.   Den ligger i provinsen Kermanshah, i den västra delen av landet, 400 km väster om huvudstaden Teheran. Toveh-ye Laţīf ligger 1 550 meter över havet och antalet invånare är 288.
Terrängen runt Toveh-ye Laţīf är huvudsakligen kuperad, men den allra närmaste omgivningen är platt. Runt Toveh-ye Laţīf är det ganska tätbefolkat, med 185 invånare per kvadratkilometer. Närmaste större samhälle är Kermānshāh, 10,1 km öster om Toveh-ye Laţīf. Omgivningarna runt Toveh-ye Laţīf är i huvudsak ett öppet busklandskap.